# Tal Bachman
Talmage Bachman (* 13. srpna 1968 Winnipeg, Manitoba) je kanadský zpěvák-skladatel a hudebník. Je známý především díky hitu She's So High z roku 1999 z jeho stejnojmenného alba.

## Diskografie

### Alba
| Rok  | Detaily alba                                                                        | Pozice v žebříčcích |
| Rok  | Detaily alba                                                                        | USA                 |
| ---- | ----------------------------------------------------------------------------------- | ------------------- |
| 1999 | Tal Bachman - Datum vydání: 13. duben 1999 - Vydavatel: Columbia Records            | 124                 |
| 2004 | Staring Down the Sun - Datum vydání: 13. červenec 2004 - Vydavatel: Sextant Records | -                   |

### Singly
| Rok  | Titul            | Pozice v žebříčcích | Pozice v žebříčcích | Pozice v žebříčcích | Pozice v žebříčcích | Pozice v žebříčcích | Album                |
| Rok  | Titul            | KAN                 | KAN AC              | USA                 | US Adult            | UK                  | Album                |
| ---- | ---------------- | ------------------- | ------------------- | ------------------- | ------------------- | ------------------- | -------------------- |
| 1999 | "She 's So High" | 3                   | 30                  | 14                  | 1                   | 30                  | Tal Bachman          |
| 1999 | "Strong Enough"  | 31                  | 59                  | -                   | -                   | -                   | Tal Bachman          |
| 1999 | "If You Sleep"   | 61                  | -                   | -                   | 35                  | -                   | Tal Bachman          |
| 2004 | "Aeroplane"      | 20                  | -                   | -                   | -                   | -                   | Staring Down the Sun |